# Albertus-Magnus-Gymnasium Köln
Das Albertus-Magnus-Gymnasium ist ein Gymnasium in Köln-Neuehrenfeld, das 1878 gegründet wurde und nach Albertus Magnus benannt ist.

## Geschichte

### Gründung als Höhere Bürgerschule 1878
Das heutige Gymnasium wurde Ostern 1878 als Höhere Bürgerschule gegründet und war anfangs in den Räumen der Realschule in der Kreuzgasse untergebracht. 1881 wurden zusätzlich auch Räume in der Dom-Mädchenschule genutzt. 1882 konnte die Schule dann einen Neubau in der Spiesergasse beziehen, wo sie seit dem 26. September 1882 in unmittelbarer Nähe zur Kirche St. Gereon zu finden war. Den Neubau hatte der Kölner Stadtbaumeister Hermann Weyer (1830–1899) geplant. Als erster Schulleiter fungierte Otto Thomé.
1890 kam eine Handelsklasse hinzu, wobei die Schule insbesondere die Grundlagen für den Beruf des Kaufmanns schaffen sollte. Auch deshalb wurde sie noch im gleichen Jahr in eine Handelsschule umgewandelt. 1899 zog der Handelsschulzweig dann in ein eigenes Gebäude, womit die Trennung von der Realschule und der Spiesergasse vollzogen war.

### Erweiterung als Realgymnasium 1927
Seit 1927 war es möglich, an der Schule Abitur zu machen, da eine Klasse entsprechend einem Reformrealgymnasium geführt werden durfte. In der Folge wurde die Schule zwischen 1928 und 1930 nach Entwürfen des Mitarbeiters am städtischen Hochbauamt, Hans Wiesmann, nochmals erweitert. 1937 wurde die Schule in eine Oberschule für Jungen umgewandelt.
Im Zweiten Weltkrieg wurde die Schule mehrfach von alliierten Fliegerangriffen in Mitleidenschaft gezogen, beispielsweise durch eine Luftmine am 11. April 1942. Nach der Detonation mussten die Schüler in anderen Gebäuden untergebracht werden. Die Situation wurde durch einen Brand am 31. Mai 1942 verschlimmert, der das Schulgebäude fast völlig zerstörte. Der Unterricht musste in der Folge in den Räumen der Realschule in der Dagobertstraße erteilt werden. Ein weiterer Luftangriff am 2. März 1945 beendete dann endgültig den Unterrichtsbetrieb, der erst im Oktober 1945 in den Räumen des Hansagymnasiums wieder aufgenommen werden konnte.

### Umbenennung zum Albertus-Magnus-Gymnasium und Neubau
Das Kultusministerium billigte am 28. Juni 1954 den Antrag der Schule auf Umbenennung in „Albertus-Magnus-Gymnasium“. Am 23. Juli 1956 erfolgte die Grundsteinlegung für den Neubau in Neuehrenfeld, der am 22. Januar 1958 bezogen werden konnte. Das Gebäude wurde am 15. März desselben Jahres eingeweiht. Der Neubauentwurf von Hans Schumacher (1891–1982) war das Ergebnis eines Wettbewerbs. Aus dieser Zeit stammen auch die Bleiglasfenster im Gang zur Aula, die von dem Kölner Künstler Will Thonett gestaltet wurden.
Im August 1972 begannen die Arbeiten am Erweiterungsbau, der im Frühsommer 1977 fertiggestellt wurde. Die Aula, zugleich Pädagogisches Zentrum, kam im Jahr 1973 hinzu sowie eine zweite Turnhalle im März 1974. Von 2010 bis 2012 wurden umfassende Sanierungsmaßnahmen an den Gebäuden, die zum Teil unter Denkmalschutz stehen, durchgeführt.

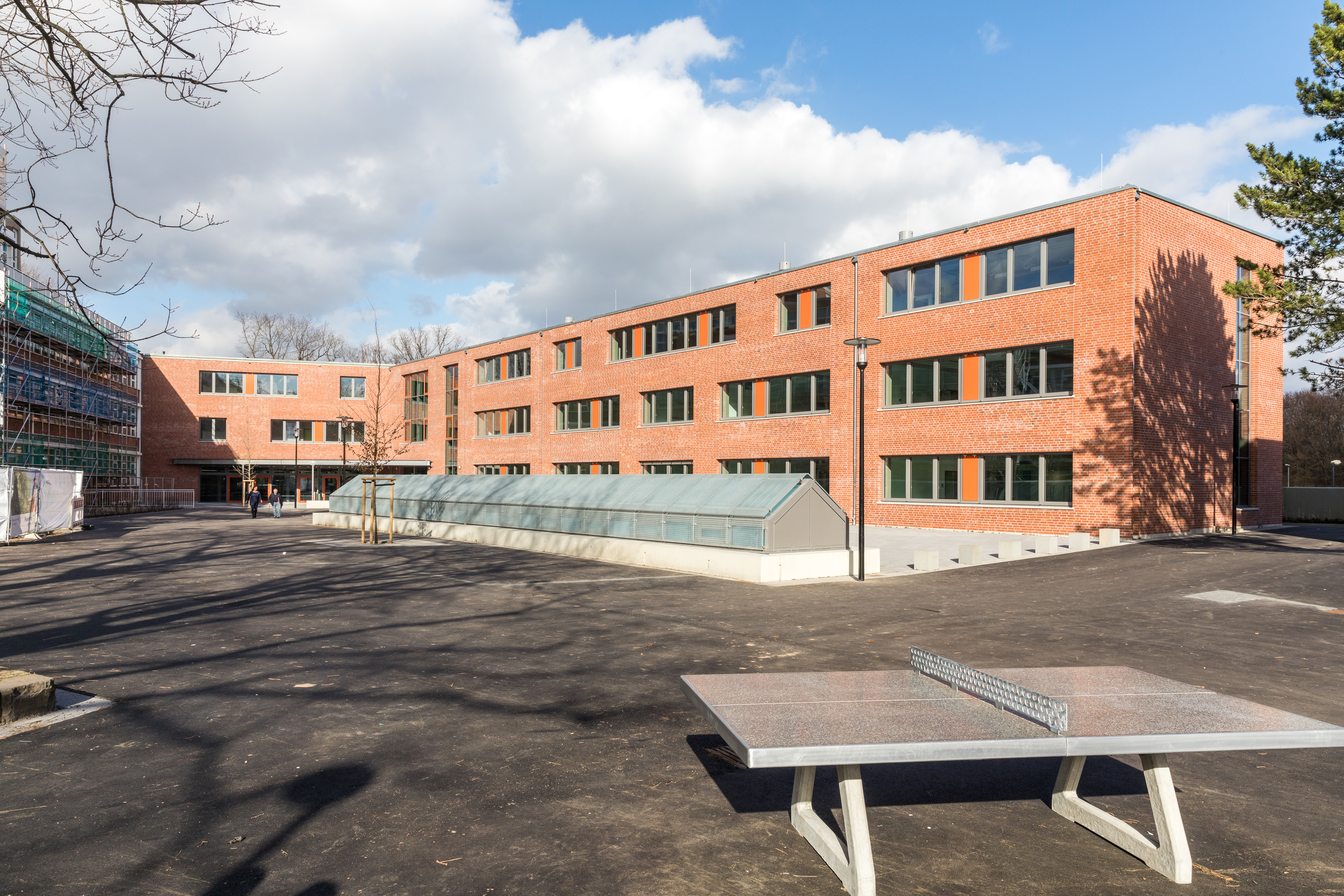
Erweiterungsbau

Im Februar 2019 wurde ein dreistöckiger Erweiterungsbau nach dem Passivhausstandard mit unterirdischer Turnhalle im nordöstlichen Bereich des Schulgeländes bezugsfertig.

## Schulprofil

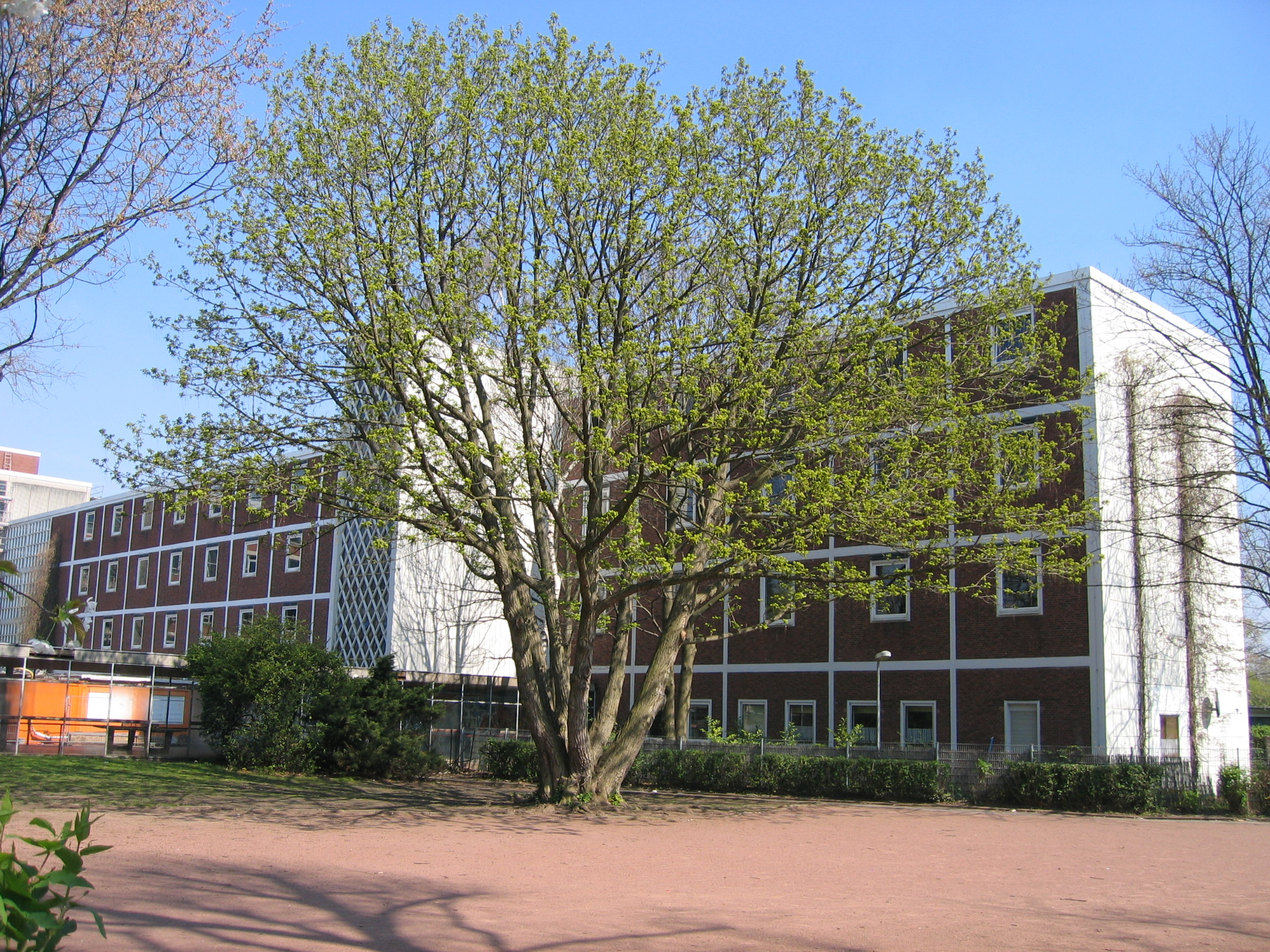
Zentraler Gebäuderiegel

Als besondere Schwerpunkte am Albertus-Magnus-Gymnasium sind seit Januar 2000 die Themen Neue Medien und Sozialwissenschaften, Mathematik und Naturwissenschaften sowie Kunst und Theater festgeschrieben. Seit September 2000 arbeitet die Schule im Bereich Theater und Medien mit der Comedia Schauspielschule zusammen.
Um den Schülern ein breiteres Kursangebot in der Oberstufe zu ermöglichen, besteht seit einigen Jahren eine Kooperation mit dem in der Nähe liegenden Dreikönigsgymnasium. Neben dem normalen Schulalltag und dem Schüleraustausch nach Faversham (England) und Vitry-sur-Seine (Frankreich) finden am Albertus-Magnus-Gymnasium jährlich von der Schülervertretung organisierte Veranstaltungen wie zum Beispiel der Herbstball, das OpenRockHouse, ein Newcomerfestival und das Ehemaligentreffen statt.

## Auszeichnungen
- 2008: Preisträger des Wettbewerbs „Künstlerinnen und Künstler begegnen Kindern und Jugendlichen“ des Landes Nordrhein-Westfalen (Staatskanzlei Düsseldorf) in der Kategorie „Schule mit besonderem Kulturprofil“

## Schulleiter
- Otto Wilhelm Thomé, 1878–1910
- Franz Schumacher, 1910–1913
- Erich Geller, 1913–1915
- Karl Anton Heck, 1935–1937
- Heinz Kopfermann, 1937–1945
- Watermann, 1947–1949
- Honnefelder, 1949–1962
- Herr Limbach, 1963–1965
- Herr Körner, 1966–1972
- Richard Jacobs, 1972–1974
- Heinrich Popella, 1974–1996
- Ulrike Heuer, 1996–2008
- Annemarie Lens-Lölsberg
- Antje Schmidt

## Bekannte Lehrer
- Franz Ludorff (1852–1896), Pädagoge und Schriftsteller
- Steffi Terhörst, Moderatorin

## Bekannte Schüler
- Hermann Eberhard Pflaume (1869–1921), Architekt
- Franz-Wilhelm Heimer (* 1930), Soziologie und Afrikanist
- Karl-Bernd Skamper (1936–2024), Sportjournalist
- Bernhart Jähnig (* 1941), Historiker
- Michael Klöcker (* 1943), Historiker und Publizist
- Franz Peter Schütten (* ~1944), Gesang, Gitarre (Bläck Fööss)
- Dieter „Joko“ Jaenisch (* ~1948–1998), Gesang, Klavier, Akkordeon (Bläck Fööss)
- Christoph Schwitzer (* 1973), Primatologe und Naturschützer
- Niklas Lomb (* 1993), Fußballtorwart bei Bayer 04 Leverkusen